# نادي فاراجدين (1931–2015)
نادي فاراجدين لكرة القدم (بالإنجليزية: NK Varaždin)‏ كان نادي كرة قدم كرواتي من مدينة فاراجدين. تأسس في عام 1931 وانحل في عام 2015.